# Polypœtès
Polypoétès ou Polypœtès est un héros de la mythologie grecque. Fils de Pirithoos, roi des Laphites et d'Hippodamie, il est roi des Laphites. 
Il est parmi les prétendants d'Hélène de Troie,, il prend part à la guerre de Troie avec 40 navires et met à mort plusieurs héros troyens. Il s'installe aussi dans le cheval de Troie.
Après la chute de Troie, Polypoétès suit Calchas qui a préféré un parcours par voie de terre, car il a prévu un retour difficile à cause du courroux d'Athéna. Il arrive ainsi à Colophon, où Calchas se tue de dépit pour avoir été défait par le devin Mopsos dans un concours d'art divinatoire. Après avoir enterré son compagnon, Polypoétès continue le voyage avec le lapite Léontée, avec qui il fonde Aspendos, au sud de l'Asie Mineure. 